# Perssons Pack
Perssons Pack var en musikgrupp inom musikgenren folkrock som bildades 1989 av Per Persson, som tidigare spelade bas i Traste Lindéns Kvintett, och Magnus Lind på dragspel och klaviatur samt med ett förflutet i Aston Reymers Rivaler. Övriga gruppmedlemmar var från starten Magnus Adell på bas och Niclas Frisk, senare medlem av Atomic Swing och Sweet Chariots. Under senare del av bandets tid bestod de av Persson, Lind, Love Antell, som ersatte Erik Brodén, Peppe Lindholm och Josef Zackrisson. På några enstaka låtar tog Perssons Pack hjälp med sången: Annika Norlin på ”Stenad i Stockholm”, Josefin Nilsson på ”Vårens ljumma vind” och ”I all vår tid” samt Jakob Hellman på ”Tusen dagar härifrån”, vilken testades till Svensktoppen men inte tog sig in på listan. 
Perssons Pack gav ut skivor och turnerade frekvent under 1990-talets första hälft. Efter skivan Sekunder i Sverige 1995 blev det tyst om gruppen. Några år senare försökte man återuppliva gruppen men mottagandet blev svalt. I början av 2000-talet hittade Persson nya och nygamla bandmedlemmar och ett nytt band började ta form. Tanken var att gruppen skulle släppa en EP under våren 2008. Projektet växte dock och blev till ett album, Öster om Heden, som utkom 18 februari 2009. Låtarna är som vanligt författade av Persson själv. Bandet upplöstes 2014.
Flera svenska popmusiker säger sig ha blivit inspirerade av Perssons texter, till exempel Lars Winnerbäck, Håkan Hellström och Tomas Andersson Wij.

## Diskografi
- Kärlek och dynamit (1989)
- Kanoner och små, små saker (1990)
- Äkta hjärtan (1991)
- Svenska hjärtan: svarta ballader och fördömda sånger (1992)
- Längre bortom bergen (1993)
- Sekunder i Sverige (1995)
- Öster om Heden (2009)

### Samlingsalbum
- Äkta hjärtan & Svenska hjärtan (1992) – Gavs ut genast efter att skivan Svenska hjärtan: svarta ballader och fördömda sånger kom ut. Den innehåll samtliga låtar från den och föregående skivan Äkta hjärtan, som spelades in parallellt.
- Blod eller guld (1995) – Gavs ut på EMI-ägda lågprisetiketten Pickwick, och innehöll ett urval av inspelningarna från Svenska hjärtan: svarta ballader och fördömda sånger och Äkta hjärtan,
- Diamanter (samlingsalbum med Perssons Pack) (2004) – Gavs ut som en del i en återutgivningsserie under namnet Diamanter, som bestod av ett trettiotal skivor med olika artister. Den innehöll material från deras fyra första album, men även material som inte getts ut på tidigare album och en dedikation från Per Persson.